# Phương Mai (phường)
Phương Mai là một phường thuộc quận Đống Đa, thành phố Hà Nội, Việt Nam. Phường Phương Mai nằm ở phía đông nam của quận, với diện tích 0,62 km², dân số năm 1999 là 18.154 người, mật độ dân số đạt 30.257 người/km². Địa bàn của phường trước đây vốn là cánh đồng lúa của hai làng Kim Liên và Trung Tự, ghép với đất của làng Phương Liệt ở phía nam.
Trên địa bàn phường Phương Mai có nhiều loại hình khu dân cư gồm khu nhà tập thể Phương Mai cũ, khu chung cư cao tầng và nhà ở riêng lẻ, chia làm tổng cộng 22 tổ dân phố. Nhiều bệnh viện đa khoa và chuyên khoa thuộc tuyến trung ương và tương đương đều nằm trong phường, trong đó thể kể đến Bệnh viện Bạch Mai – một trong những bệnh viện đa khoa lớn và lâu đời nhất miền bắc Việt Nam.

## Tên gọi
Tên gọi của phường Phương Mai, theo sách Hà nội – phố làng biên niên sử (1999) của Nguyễn Bắc và Nguyễn Vinh Phúc thì là do sự ghép hai tên làng Phương Liệt và Bạch Mai.

## Lịch sử
Địa bàn phường Phương Mai xưa là vùng đồng lúa – phía đông là cánh đồng làng Kim Liên và phía tây là cánh đồng làng Trung Tự. Những cánh đồng này là các ruộng lúa và ao rau muống trải dài chạy dọc theo một con rạch ở phía sau Bệnh viện Bạch Mai – mà ngày nay là khu vực đoạn giữa và cuối phố Phương Mai. Con rạch này xưa kia tháo nước từ hồ Bảy Mẫu ra sông Lừ rồi chảy qua cống Vọng. Xung quanh đó cho đến cuối thời Nguyễn hầu như vắng bóng cư dân, ngoài mấy gia đình trong xóm Trại Cam Đường nằm ở phần đất phía đông sông Lừ thuộc làng cổ Trung Tự, thuộc phường Đông Tác có từ thời Lê. Về sau con rạch đã bị thu hẹp dền và cuối cùng phải đặt ống cống ngầm, dấu vết độc nhất còn sót lại của vùng trũng này là hồ Kim Liên, thuộc địa phận phường Kim Liên.
Khu vực phía nam phường từ khu vực Bệnh viện Bạch Mai ngày nay là địa phận làng Phương Liệt.

## Địa lý
Phường Phương Mai nằm ở phía đông nam quận Đống Đa, phía nam giáp phường Phương Liệt, quận Thanh Xuân với ranh giới là đường Trường Chinh, phía bắc giáp với phường Kim Liên, quận Đống Đa với ranh giới là phố Đào Duy Anh, phía Tây giáp với phường Khương Thượng và phường Trung Tự, quận Đống Đa, phía đông giáp với hai phường Bách Khoa và Đồng Tâm, quận Hai Bà Trưng với ranh giới là đường Giải Phóng và phố Vọng. Phường có diện tích 0,62 km2, với địa hình bằng phẳng. Trên địa bàn phường có sông Lừ chảy qua ở phần ranh giới phía tây của phường.

## Chính quyền địa phương

### Tổ dân phố
Tính tới hết năm 2016, phường Phương Mai có 44 tổ dân phố, đặt tên theo thứ tự từ tổ dân phố số 1 tới tổ dân phố số 44. Tháng 1 năm 2017, tổ dân phố số 45 và tổ dân phố số 46 được thành lập cho hai khu chung cư mới trên địa bàn phường.
Ngày 24 tháng 2 năm 2020, Hội đồng nhân dân thành phố Hà Nội ban hành nghị quyết về việc sáp nhập, đặt tên và đổi tên thôn, tổ dân phố trên địa bàn thành phố. Phường Phương Mai thực hiện sáp nhập và đổi tên 46 tổ dân phố cũ để lập 22 tổ dân phố mới, đặt tên theo thứ tự từ tổ dân phố số 1 tới tổ dân phố số 22. 22 tổ dân phố này giữ ổn định đến hiện tại.

### Bộ máy tổ chức
Bộ máy tổ chức của phường Phương Mai gồm Đảng bộ phường Phương Mai, Hội đồng nhân dân phường Phương Mai, Ủy ban Mặt trận Tổ quốc phường Phương Mai và Ủy ban nhân dân phường Phương Mai, có văn phòng tại ngõ 28D phố Lương Định Của.
Công an phường Phương Mai có văn phòng trên phố Phương Mai.

## Đô thị
Trên địa bàn phường Phương Mai có nhiều loại hình khu dân cư gồm khu nhà tập thể cũ, chung cư cao tầng và nhà ở riêng lẻ. Khu tập thể Phương Mai gồm nhiều khu nhà khác nhau. Các dãy nhà E và T nằm trên phố Phương Mai. Do vị trí nằm đối diện nhiều bệnh viện lớn nên từ đầu những năm 2000, lối đi giữa khu nhà E dần phát triển thành khu chợ tự phát để mở hàng quán phục vụ đồ ăn cho người nhà bệnh nhân. Các phòng thuộc dãy nhà E nằm trên mặt phố Phương Mai được nhiều nhà sử dụng để kinh doanh thiết bị y tế. Các dãy nhà D và dãy nhà I nằm trên phố Lương Định Của.
Nằm trong phường Phương Mai có hai dự án chung cư cao tầng là khu chung cư và văn phòng Meco Complex – đi vào hoạt động từ năm 2013 – và chung cư Capital Garden – bàn giao nhà cho cư dân từ năm 2016. Cả hai dự án chung cư sau khi đi vào hoạt động đều mắc những sai phạm liên quan tới xây dựng, phòng cháy chữa cháy và thiếu quyền lợi cho cư dân.

## Xã hội

### Y tế
Trạm Y tế phường Phương Mai đặt tại ngõ 28C phố Lương Định Của. Trên địa bàn phường Phương Mai còn đặt nhiều bệnh viện đa khoa và chuyên khoa thuộc tuyến trung ương và tương đương. Bệnh viện Bạch Mai trực thuộc Bộ Y tế là một trong những bệnh viện đa khoa lớn và lâu đời nhất miền bắc Việt Nam, được thành lập từ năm 1911 với tên ban đầu là Nhà thương Cống Vọng.

### Giáo dục
Phường Phương Mai có đủ các cấp trường học gồm trường mầm non, tiểu học, trung học cơ sở và trung học phổ thông. Cấp mầm non có trường Mầm non Phương Mai, cấp tiểu học có trường Tiểu học Phương Mai, cấp trung học cơ sở có trường Trung học cơ sở Phương Mai và cấp trung học phổ thông có trường Trung học phổ thông Phùng Khắc Khoan.

## Giao thông
Nằm trên địa bàn phường Phương Mai gồm hệ thống đường bộ gồm 6 đường, phố, bao gồm:
- Đường Trường Chinh
Được đặt theo tên nhà cách mạng Trường Chinh, đoạn đường Trường Chinh đi qua địa phận phường Phương Mai gồm dãy số nhà chẵn kéo dài từ ngã tư giao với phố Đại La tới cầu L5 bắc qua sông Lừ, nguyên là đất làng Phương Liệt xưa.[15] Nằm trên đường là khu dân cư của phường.
- Đường Giải Phóng
Đoạn đường Giải Phóng đi qua địa phận phường Phương Mai gồm dãy số nhà chẵn kéo dài từ ngã tư giao với đường Đại Cồ Việt tới ngã tư Vọng, đi qua nhiều bệnh viện lớn như Bệnh viện Việt Pháp Hà Nội, Bệnh viện Bạch Mai, Bệnh viện Tai Mũi Họng Trung ương và Cục Thú y.[16]
- Phố Vọng
Là ranh giới phía đông của phường Phương Mai, giáp với phường Đồng Tâm của quận Hai Bà Trưng, phần phố Vọng thuộc địa phận phường Phương Mai gồm dãy nhà số chẵn từ đường Giải Phóng đến ngã tư giao với đường Trường Chinh và phố Đại La.[17] Trước đây, phố này là một đoạn cong của Quốc lộ 1, nằm trên đất làng Phương Liệt cũ, sau khi nắn thẳng đường Giải Phóng thì trở thành một phố riêng.[5]
- Phố Phương Mai
Được đặt tên năm 1996, phố chạy từ đường Giải Phóng qua đoạn giao với phố Lương Định Của tới khu nhà C10 tập thể Kim Liên. Phố đi qua khu vực vốn là cánh đồng làng Kim Liên và Trung Tự xưa.[4] Hiện nay phố Phương Mai là nơi chuyên buôn bán các thiết bị y tế do khu vực này quy tụ nhiều bệnh viện lớn như Bệnh viện Bạch Mai, Bệnh viện Lão khoa Trung ương, Bệnh viện Da liễu Trung ương và Bệnh viện Việt Pháp Hà Nội.[18] Sâu trong các ngõ ở đầu phố là khu tập thể Phương Mai.[19]
- Phố Lương Định Của
Năm 2000, phần phố Lương Định Của đi qua địa phận phường Phương Mai được kéo dài từ đoạn phố Lương Định Của gốc đặt tên năm 1995 từ ngã tư giao với phố Phương Mai tới Công ty Giống cây trồng Trung ương I.[20][21] Được đặt theo tên nhà nông học Lương Định Của, phố đi qua khu vực vốn trước đây là cánh đồng cũ của làng Kim Liên.[22]
- Phố Đào Duy Anh
Được đặt theo tên nhà văn hóa Đào Duy Anh, đoạn phố Đào Duy Anh đi qua địa phận phường Phương Mai gồm dãy số nhà lẻ kéo dài từ ngã tư giao với đường Giải Phóng tới giáp phố Hoàng Tích Trí. Khu vực này trước đây là cánh đồng lúa của làng Kim Liên.[23]

Các tuyến xe buýt đi qua địa bàn phường qua đường Giải Phóng, đường Trường Chinh và phố Phương Mai. Dọc theo đường Giải Phóng ở phía địa phận phường Phương Mai có tuyến đường sắt bắc nam đi qua.